# Plainfield, Massachusetts
Plainfield är en kommun (town) i Hampshire County i Massachusetts. Vid 2020 års folkräkning hade kommunen 633 invånare.

## Kända personer från Plainfield
- Charles Dudley Warner, författare